# Schwarzach (dopływ Rednitz)
Schwarzach – rzeka w Bawarii, prawy dopływ Rednitz. 